# نيك بوكانان
نيك بوكانان (3 أبريل 1991 في أستراليا - ) (بالإنجليزية: Nick Buchanan)‏ هو لاعب كريكت أسترالي. لعب مع Brisbane Heat ‏ وفريق تسمانيا للكريكت وفريق كوينسلاند للكريكت ‏.

## وصلات خارجية
- نيك بوكانان على موقع إي آس بي آن كريك إنفو (الإنجليزية)